# Houston Public Library
La Houston Public Library (in italiano Biblioteca pubblica di Houston) è una biblioteca pubblica statunitense situata nella città di Houston, in Texas. Fu fondata nel 1854.